# Lontas
Lontas ist ein osttimoresischer Suco im Verwaltungsamt Lolotoe (Gemeinde Bobonaro).

## Geographie

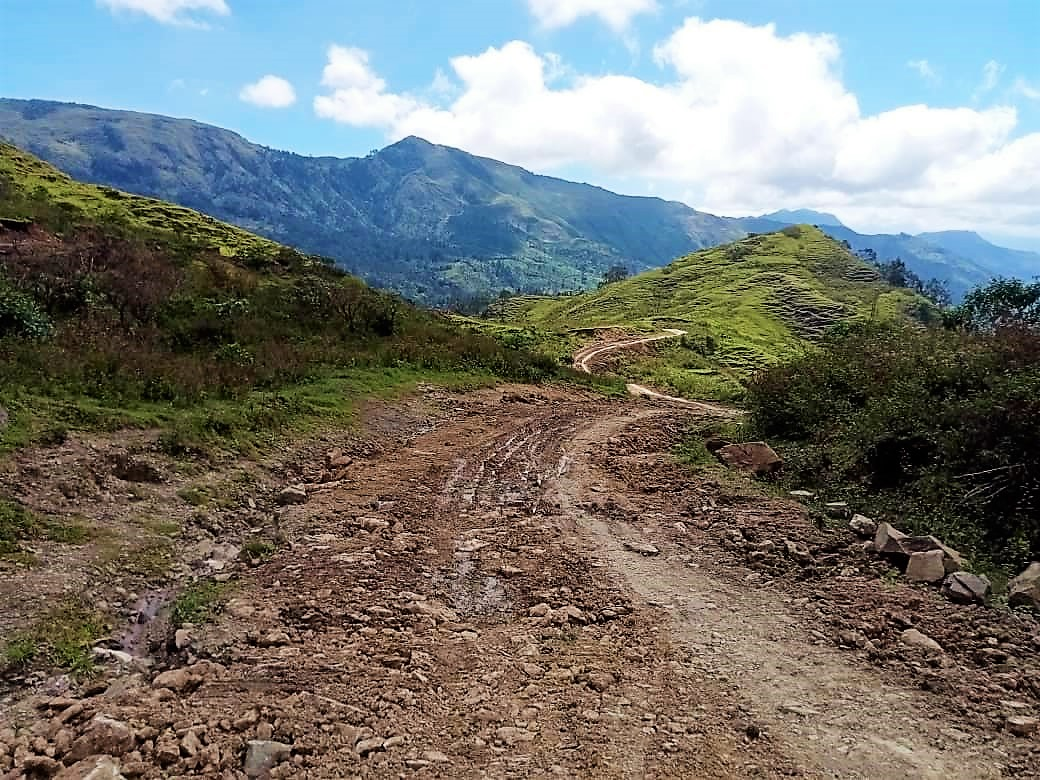
Die Straße in Lontas im Juli 2022

Lontas liegt westlich des Zentrums des Verwaltungsamts Lolotoe. Westlich befinden sich die Sucos Gildapil und Lebos und südöstlich der Suco Deudet. Im Norden grenzt Lontas an das Verwaltungsamt Bobonaro, mit seinem Suco Leber, und im Süden an das Verwaltungsamt Maucatar (Gemeinde Cova Lima), mit seinem Suco Holpilat. Entlang der Südgrenze fließt der Ruiketan. In ihn münden der westliche Grenzfluss Latil und der östliche Grenzfluss Silac. Der Pa entspringt im nördlichen Grenzgebiet zwischen Lontas und Deudet. Er ist ein Nebenfluss des Loumea. Im Westen entspringt der kleine Fluss Phicigi.
Lontas hat eine Fläche von 25,46 km² und teilt sich in drei Aldeias Ozo im Nordosten, Piron im Zentrum und Süden und Tasmil im Nordwesten.
Beim Holpolec (1256 m, Lage), nahe der Ostgrenze, teilt sich die Überlandstraße aus Lolotoe. Eine Straße führt auf einem Bergrücken nach Westen durch den Süden von Lontas, später biegt sie nach Süden ab nach Taroman und Suai. An der Straße liegt das Dorf Piron, neben dem Gipfel des  Foho Leten (1173 m, Lage), auf dem sich eine Sendeanlage befindet. Der Bergrücken erreicht seinen höchsten Punkt weiter südlich mit dem Mupiesse (1176 m, Lage), bevor er zwischen den Flüssen Ruiketan, Silac und Latil eingerahmt wird. Der Bergrücken, der vom Holpolec direkt nach Süden führt, hat mit dem Coes (1205 m, Lage) seinen Gipfel an der Grenze zu Deudet.
Die Straße, die vom Holpolec nach Norden führt, geht quer durch den Suco weiter nach Oeleo. Im Norden erreicht sie das Dorf Ozo, am Südhang des Lolo Gojer (1345 m, Lage). Die Überlandstraße überquert den Bergrücken, während eine kleine Straße nach Westen zum Dorf Tasmil (Tas Mil) abzweigt. Östlich von Ozo liegt der Berg der Atubesi (1469 m, Lage).
Im Nordwesten von Lontas liegt an der Grenze zu Gildapil der Berg Luhito (1691 m, Lage). Die Straße verläuft östlich an ihm vorbei. Hier liegt der Weiler Halimutin.
Der Sitz des Sucos befindet sich in Ozo. Grundschulen gibt es in Piron und in Ozo (Escola Primaria Lontas).

## Einwohner

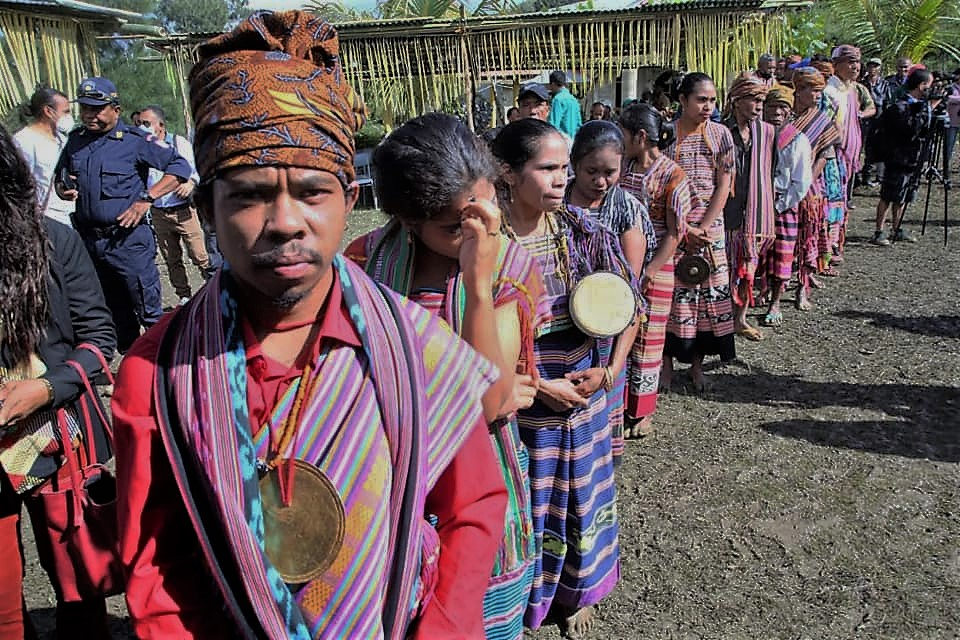
In Festtagskleidung (2022)

Im Suco leben 785 Einwohner (2022), davon sind 383 Männer und 402 Frauen. Im Suco gibt es 153 Haushalte. Über 90 % der Einwohner geben Bunak als ihre Muttersprache an. Über 5 % sprechen Tetum Prasa.

## Politik

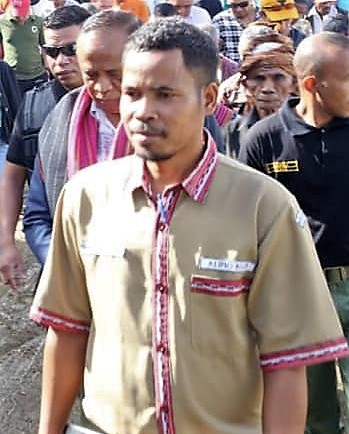
Alipio Belo (2022)

Bei den Wahlen von 2004/2005 wurde Emilio Cardoso zum Chefe de Suco gewählt. Bei den Wahlen 2009 gewann Ernesto da Costa, 2016 Alipio Belo und 2023 Duarte da Costa.